# غريس أغيلار
غريس أغيلار (بالإنجليزية: Grace Aguilar) (2 يونيو 1816 - 16 سبتمبر 1847) كانت روائية إنجليزية، وشاعرة، وكاتبة في التاريخ والدين اليهودي. بدأت أغيلار الكتابة منذ طفولتها، لكن الكثير من أعمالها نُشرت بعد وفاتها. تعد روايات الأثر المنزلي وجزاء الأم أحد أعمالها المشهورة.
كانت أغيلار أكبر الأبناء للاجئين يهوديين سفارديين من البرتغال، استقرا في حي هكني في لندن. دَرّسها والداها بسبب إصابتها بمرض مبكر، وعلمتها والدتها تعاليم الديانة اليهودية. علمها والدها لاحقًا تاريخ يهود إسبانيا والبرتغال أثناء إصابته بمرض السل، الذي دفع العائلة إلى الانتقال إلى الساحل الإنجليزي. بعد نجاتها من الحصبة في عمر التاسعة عشر، بدأت في ممارسة مهنة الكتابة بشكل جاد، رغم أنها لم تسترد صحتها الجسدية تمامًا.
ظهرت أغيلار لأول مرة عبر مجموعة من القصائد المجهولة، الإكليل السحري للزهور الخفية. بعد ثلاث سنوات، ترجمت كتاب إسحاق أوروبيو دي كاسترو الدفاع عن إسرائيل إلى اللغة الإنجليزية بناءً على طلب والدها. لاحقًا حظي كتابها الروح اليهودية باهتمام كبير، وبيع في كل من بريطانيا والولايات المتحدة بعد أن نشره إسحاق ليسير في فيلادلفيا. أضاف ليسير مقدمة للكتاب وضح بها خلافاته مع أغيلار، ويعد هذا أول التصادمات التي تعرضت لها أعمالها مع الفكر اليهودي السائد.
في أربعينيات القرن التاسع عشر، بدأت روايات أغيلار تجذب القراء العاديين، ثم عادت مع والديها إلى لندن. اضطرت رغم نجاحها إلى تشغيل مدرسة عبرانية للبنين مع والدتها للحفاظ على استقرارهم المادي، وأعربت عن استيائها للوقت والطاقة اللذان تبذلهما في المدرسة عوضًا عن الكتابة. في عام 1847، أصيبت مرة أخرى بشلل في العمود الفقري لم يمنعها من زيارة شقيقها في فرانكفورت. ساءت حالتها الصحية وتوفيت هناك في سبتمبر.

## سيرتها

### طفولتها
ولدت غريس أغيلار في حي هكني، شمال شرق لندن، في 2 يونيو عام 1816. كانت أكبر الأبناء لوالديها اللذين ينحدران من يهود المارانوس البرتغاليين، وطلبا اللجوء في إنجلترا في القرن الثامن عشر عقب محاكم التفتيش البرتغالية. كان والدها إيمانويل زعيم العلمانيين في الكنيس الإسباني البرتغالي في لندن، وكانت والدتها سارة ناشطة في الجالية اليهودية في المدينة. تعد الخلفية الدينية والأمراض لكل من أغيلار ووالديها، من أبرز العوامل التي أثرت على حياتها وعملها.

### مرضها وتعليمها
كانت أغيلار طفلة وحيدة في السنوات الثماني الأولى من عمرها. خلال هذه الفترة، عانت من مرض مزمن طويل الأمد دفع والديها إلى تعليمها في المنزل. تعلمت الكلاسيكيات في المنزل، ولم يسمح لها مرضها (حتى في سن الرشد) بالخروج من دائرة عائلتها. علمتها والدتها دينها وعقائدها، تماشيًا مع الممارسات بعد محاكم التفتيش بين اليهود السفارديين من شبه الجزيرة الأيبيرية. لم تمنعها حالتها الصحية من تعلم الرقص والعزف على القيثارة والبيانو، والسفر، والمشاركة في المسابقات الشائعة لفتيات الطبقة المتوسطة في اللغة الإنجليزية في ذلك العصر. عندما ولد شقيقها إيمانويل في عام 1823، ذهبت العائلة في جولة واسعة في غلوسترشير.
انتقلت عائلة أغيلار إلى ديفون بعد إصابة والدها بمرض السل. أثناء اهتمامها بوالدها، علمها التاريخ الشفوي ليهود إسبانيا والبرتغال، مكملًا بذلك لتعليمات والدتها السابقة في اليهودية. ربما علمها أيضًا اللغة العبرية، وهو ما يعد أمرًا غير مألوف على الإطلاق بالنسبة لامرأة يهودية في ذلك الوقت. أثر ذلك الوقت بشكل كبير في اهتماماتها الدينية والأدبية، وبدأت الانغماس فيهما ببذل جهودها الأولى في الشعر والخيال وحضور بعض الخدمات البروتستانتية. حفزتها مجموعة من صدف المحار وجدتها على شاطئ تيغنماوث، للحصول على ورقة علمية بشأنها.
تدهورت صحة والدتها في تلك الفترة، بعد تعافيها من العلاج الجراحي لمرض لم يجر تحديده من قبل في السجلات المتوفرة، وأمضت أغيلار وقتها تعتني بوالدتها مثلما اعتنت بوالدها في السابق. في عام 1835، حين بلغت التاسعة عشرة من عمرها أُصيبت بالحصبة مرة أخرى، ولم تسترد صحتها بشكل كامل أبدًا.

## روابط خارجية
- غريس أغيلار على موقع الموسوعة البريطانية (الإنجليزية)